# Paraboea dictyoneura
Paraboea dictyoneura är en tvåhjärtbladig växtart som först beskrevs av Henry Fletcher Hance, och fick sitt nu gällande namn av Brian Laurence Burtt. Paraboea dictyoneura ingår i släktet Paraboea och familjen Gesneriaceae. Inga underarter finns listade i Catalogue of Life.